# Tournoi d'Afrique du Sud de rugby à sept 2014
Navigation
2013 2015
Le South Africa rugby sevens 2014 est la troisième étape la saison 2014-2015 du World Rugby Sevens Series. Elle se déroule les 13 et 14 décembre 2014 au Nelson Mandela Stadium à Port Elizabeth, en Afrique du Sud. La victoire finale revient à l'équipe d'Afrique du Sud, qui bat en finale de Cup l'équipe de Nouvelle-Zélande sur le score de 26 à 17.

## Équipes participantes
Seize équipes participent au tournoi (quinze équipes qualifiées d'office plus une invitée) :
- Afrique du Sud
- Angleterre
- Argentine
- Australie
- Canada
- Écosse
- États-Unis
- France
- Fidji
- Pays de Galles
- Japon
- Kenya
- Nouvelle-Zélande
- Portugal
- Samoa
- Zimbabwe (invitée)

## Phase de poules

### Poule A
| Rang | Pays           | J | V | N | D | Pm  | Pe  | Diff | Pts |
| ---- | -------------- | - | - | - | - | --- | --- | ---- | --- |
| 1    | Afrique du Sud | 3 | 3 | 0 | 0 | 100 | 7   | +93  | 9   |
| 2    | États-Unis     | 3 | 2 | 0 | 1 | 71  | 43  | +28  | 7   |
| 3    | Pays de Galles | 3 | 1 | 0 | 2 | 41  | 79  | -38  | 5   |
| 4    | Kenya          | 3 | 0 | 0 | 3 | 17  | 100 | -83  | 3   |

| 13 décembre 2014 12 h 42 UTC+02:00 | Afrique du Sud | 26 - 0 | États-Unis | Nelson Mandela Bay Stadium, Port Elizabeth |
| 13 décembre 2014 12 h 42 UTC+02:00 |                |        |            | Nelson Mandela Bay Stadium, Port Elizabeth |
| 13 décembre 2014 12 h 42 UTC+02:00 |                |        |            | Nelson Mandela Bay Stadium, Port Elizabeth |

| 13 décembre 2014 13 h 04 UTC+02:00 | Pays de Galles | 29 - 5 | Kenya | Nelson Mandela Bay Stadium, Port Elizabeth |
| 13 décembre 2014 13 h 04 UTC+02:00 |                |        |       | Nelson Mandela Bay Stadium, Port Elizabeth |
| 13 décembre 2014 13 h 04 UTC+02:00 |                |        |       | Nelson Mandela Bay Stadium, Port Elizabeth |

| 13 décembre 2014 15 h 58 UTC+02:00 | Afrique du Sud | 38 - 7 | Kenya | Nelson Mandela Bay Stadium, Port Elizabeth |
| 13 décembre 2014 15 h 58 UTC+02:00 |                |        |       | Nelson Mandela Bay Stadium, Port Elizabeth |
| 13 décembre 2014 15 h 58 UTC+02:00 |                |        |       | Nelson Mandela Bay Stadium, Port Elizabeth |

| 13 décembre 2014 16 h 20 UTC+02:00 | Pays de Galles | 12 - 38 | États-Unis | Nelson Mandela Bay Stadium, Port Elizabeth |
| 13 décembre 2014 16 h 20 UTC+02:00 |                |         |            | Nelson Mandela Bay Stadium, Port Elizabeth |
| 13 décembre 2014 16 h 20 UTC+02:00 |                |         |            | Nelson Mandela Bay Stadium, Port Elizabeth |

| 13 décembre 2014 19 h 36 UTC+02:00 | États-Unis | 33 - 5 | Kenya | Nelson Mandela Bay Stadium, Port Elizabeth |
| 13 décembre 2014 19 h 36 UTC+02:00 |            |        |       | Nelson Mandela Bay Stadium, Port Elizabeth |
| 13 décembre 2014 19 h 36 UTC+02:00 |            |        |       | Nelson Mandela Bay Stadium, Port Elizabeth |

| 13 décembre 2014 19 h 58 UTC+02:00 | Afrique du Sud | 36 - 0 | Pays de Galles | Nelson Mandela Bay Stadium, Port Elizabeth |
| 13 décembre 2014 19 h 58 UTC+02:00 |                |        |                | Nelson Mandela Bay Stadium, Port Elizabeth |
| 13 décembre 2014 19 h 58 UTC+02:00 |                |        |                | Nelson Mandela Bay Stadium, Port Elizabeth |

### Poule B
| Rang | Pays      | J | V | N | D | Pm  | Pe | Diff | Pts |
| ---- | --------- | - | - | - | - | --- | -- | ---- | --- |
| 1    | Argentine | 3 | 3 | 0 | 0 | 76  | 33 | +43  | 9   |
| 2    | Australie | 3 | 2 | 0 | 1 | 104 | 52 | +52  | 7   |
| 3    | Portugal  | 3 | 1 | 0 | 2 | 47  | 54 | -7   | 5   |
| 4    | Zimbabwe  | 3 | 0 | 0 | 3 | 12  | 88 | -76  | 3   |

| 13 décembre 2014 11 h 14 UTC+02:00 | Australie | 33 - 21 | Portugal | Nelson Mandela Bay Stadium, Port Elizabeth |
| 13 décembre 2014 11 h 14 UTC+02:00 |           |         |          | Nelson Mandela Bay Stadium, Port Elizabeth |
| 13 décembre 2014 11 h 14 UTC+02:00 |           |         |          | Nelson Mandela Bay Stadium, Port Elizabeth |

| 13 décembre 2014 11 h 36 UTC+02:00 | Argentine | 31 - 5 | Zimbabwe | Nelson Mandela Bay Stadium, Port Elizabeth |
| 13 décembre 2014 11 h 36 UTC+02:00 |           |        |          | Nelson Mandela Bay Stadium, Port Elizabeth |
| 13 décembre 2014 11 h 36 UTC+02:00 |           |        |          | Nelson Mandela Bay Stadium, Port Elizabeth |

| 13 décembre 2014 14 h 30 UTC+02:00 | Australie | 50 - 0 | Zimbabwe | Nelson Mandela Bay Stadium, Port Elizabeth |
| 13 décembre 2014 14 h 30 UTC+02:00 |           |        |          | Nelson Mandela Bay Stadium, Port Elizabeth |
| 13 décembre 2014 14 h 30 UTC+02:00 |           |        |          | Nelson Mandela Bay Stadium, Port Elizabeth |

| 13 décembre 2014 14 h 52 UTC+02:00 | Argentine | 14 - 7 | Portugal | Nelson Mandela Bay Stadium, Port Elizabeth |
| 13 décembre 2014 14 h 52 UTC+02:00 |           |        |          | Nelson Mandela Bay Stadium, Port Elizabeth |
| 13 décembre 2014 14 h 52 UTC+02:00 |           |        |          | Nelson Mandela Bay Stadium, Port Elizabeth |

| 13 décembre 2014 17 h 48 UTC+02:00 | Portugal | 19 - 7 | Zimbabwe | Nelson Mandela Bay Stadium, Port Elizabeth |
| 13 décembre 2014 17 h 48 UTC+02:00 |          |        |          | Nelson Mandela Bay Stadium, Port Elizabeth |
| 13 décembre 2014 17 h 48 UTC+02:00 |          |        |          | Nelson Mandela Bay Stadium, Port Elizabeth |

| 13 décembre 2014 18 h 10 UTC+02:00 | Australie | 21 - 31 | Argentine | Nelson Mandela Bay Stadium, Port Elizabeth |
| 13 décembre 2014 18 h 10 UTC+02:00 |           |         |           | Nelson Mandela Bay Stadium, Port Elizabeth |
| 13 décembre 2014 18 h 10 UTC+02:00 |           |         |           | Nelson Mandela Bay Stadium, Port Elizabeth |

### Poule C
| Rang | Pays   | J | V | N | D | Pm | Pe | Diff | Pts |
| ---- | ------ | - | - | - | - | -- | -- | ---- | --- |
| 1    | Fidji  | 3 | 3 | 0 | 0 | 90 | 24 | +66  | 9   |
| 2    | Écosse | 3 | 1 | 0 | 2 | 43 | 45 | -2   | 5   |
| 3    | Canada | 3 | 1 | 0 | 2 | 42 | 62 | -20  | 5   |
| 4    | France | 3 | 1 | 0 | 2 | 41 | 85 | -44  | 5   |

| 13 décembre 2014 10 h 30 UTC+02:00 | Fidji | 45 - 5 | France | Nelson Mandela Bay Stadium, Port Elizabeth |
| 13 décembre 2014 10 h 30 UTC+02:00 |       |        |        | Nelson Mandela Bay Stadium, Port Elizabeth |
| 13 décembre 2014 10 h 30 UTC+02:00 |       |        |        | Nelson Mandela Bay Stadium, Port Elizabeth |

| 13 décembre 2014 10 h 52 UTC+02:00 | Écosse | 12 - 14 | Canada | Nelson Mandela Bay Stadium, Port Elizabeth |
| 13 décembre 2014 10 h 52 UTC+02:00 |        |         |        | Nelson Mandela Bay Stadium, Port Elizabeth |
| 13 décembre 2014 10 h 52 UTC+02:00 |        |         |        | Nelson Mandela Bay Stadium, Port Elizabeth |

| 13 décembre 2014 13 h 46 UTC+02:00 | Fidji | 26 - 7 | Canada | Nelson Mandela Bay Stadium, Port Elizabeth |
| 13 décembre 2014 13 h 46 UTC+02:00 |       |        |        | Nelson Mandela Bay Stadium, Port Elizabeth |
| 13 décembre 2014 13 h 46 UTC+02:00 |       |        |        | Nelson Mandela Bay Stadium, Port Elizabeth |

| 13 décembre 2014 14 h 08 UTC+02:00 | Écosse | 19 - 12 | France | Nelson Mandela Bay Stadium, Port Elizabeth |
| 13 décembre 2014 14 h 08 UTC+02:00 |        |         |        | Nelson Mandela Bay Stadium, Port Elizabeth |
| 13 décembre 2014 14 h 08 UTC+02:00 |        |         |        | Nelson Mandela Bay Stadium, Port Elizabeth |

| 13 décembre 2014 17 h 04 UTC+02:00 | France | 24 - 21 | Canada | Nelson Mandela Bay Stadium, Port Elizabeth |
| 13 décembre 2014 17 h 04 UTC+02:00 |        |         |        | Nelson Mandela Bay Stadium, Port Elizabeth |
| 13 décembre 2014 17 h 04 UTC+02:00 |        |         |        | Nelson Mandela Bay Stadium, Port Elizabeth |

| 13 décembre 2014 17 h 26 UTC+02:00 | Fidji | 19 - 12 | Écosse | Nelson Mandela Bay Stadium, Port Elizabeth |
| 13 décembre 2014 17 h 26 UTC+02:00 |       |         |        | Nelson Mandela Bay Stadium, Port Elizabeth |
| 13 décembre 2014 17 h 26 UTC+02:00 |       |         |        | Nelson Mandela Bay Stadium, Port Elizabeth |

### Poule D
| Rang | Pays             | J | V | N | D | Pm | Pe | Diff | Pts |
| ---- | ---------------- | - | - | - | - | -- | -- | ---- | --- |
| 1    | Nouvelle-Zélande | 3 | 3 | 0 | 0 | 58 | 7  | +51  | 9   |
| 2    | Angleterre       | 3 | 2 | 0 | 1 | 67 | 12 | +55  | 7   |
| 3    | Japon            | 3 | 1 | 0 | 2 | 17 | 88 | -71  | 5   |
| 4    | Samoa            | 3 | 0 | 0 | 3 | 28 | 63 | -35  | 3   |

| 13 décembre 2014 11 h 58 UTC+02:00 | Nouvelle-Zélande | 24 - 7 | Samoa | Nelson Mandela Bay Stadium, Port Elizabeth |
| 13 décembre 2014 11 h 58 UTC+02:00 |                  |        |       | Nelson Mandela Bay Stadium, Port Elizabeth |
| 13 décembre 2014 11 h 58 UTC+02:00 |                  |        |       | Nelson Mandela Bay Stadium, Port Elizabeth |

| 13 décembre 2014 12 h 20 UTC+02:00 | Angleterre | 45 - 0 | Japon | Nelson Mandela Bay Stadium, Port Elizabeth |
| 13 décembre 2014 12 h 20 UTC+02:00 |            |        |       | Nelson Mandela Bay Stadium, Port Elizabeth |
| 13 décembre 2014 12 h 20 UTC+02:00 |            |        |       | Nelson Mandela Bay Stadium, Port Elizabeth |

| 13 décembre 2014 15 h 14 UTC+02:00 | Nouvelle-Zélande | 29 - 0 | Japon | Nelson Mandela Bay Stadium, Port Elizabeth |
| 13 décembre 2014 15 h 14 UTC+02:00 |                  |        |       | Nelson Mandela Bay Stadium, Port Elizabeth |
| 13 décembre 2014 15 h 14 UTC+02:00 |                  |        |       | Nelson Mandela Bay Stadium, Port Elizabeth |

| 13 décembre 2014 15 h 36 UTC+02:00 | Angleterre | 22 - 7 | Samoa | Nelson Mandela Bay Stadium, Port Elizabeth |
| 13 décembre 2014 15 h 36 UTC+02:00 |            |        |       | Nelson Mandela Bay Stadium, Port Elizabeth |
| 13 décembre 2014 15 h 36 UTC+02:00 |            |        |       | Nelson Mandela Bay Stadium, Port Elizabeth |

| 13 décembre 2014 18 h 52 UTC+02:00 | Samoa | 14 - 17 | Japon | Nelson Mandela Bay Stadium, Port Elizabeth |
| 13 décembre 2014 18 h 52 UTC+02:00 |       |         |       | Nelson Mandela Bay Stadium, Port Elizabeth |
| 13 décembre 2014 18 h 52 UTC+02:00 |       |         |       | Nelson Mandela Bay Stadium, Port Elizabeth |

| 13 décembre 2014 19 h 14 UTC+02:00 | Nouvelle-Zélande | 5 - 0 | Angleterre | Nelson Mandela Bay Stadium, Port Elizabeth |
| 13 décembre 2014 19 h 14 UTC+02:00 |                  |       |            | Nelson Mandela Bay Stadium, Port Elizabeth |
| 13 décembre 2014 19 h 14 UTC+02:00 |                  |       |            | Nelson Mandela Bay Stadium, Port Elizabeth |

## Phase finale
Résultats de la phase finale.

### Tournois principaux

#### Cup
|  | Quarts de finale                     | Quarts de finale                     |                                      |                                      | Demi-finales                         | Demi-finales                         |   |  | Finale                               | Finale                               |
|  | Quarts de finale                     | Quarts de finale                     |                                      |                                      | Demi-finales                         | Demi-finales                         |   |  | Finale                               | Finale                               |
|  |                                      |                                      |                                      |                                      |                                      |                                      |   |  |                                      |                                      |
|  | 14 décembre 2014 - 12 h 19 UTC+02:00 | 14 décembre 2014 - 12 h 19 UTC+02:00 |                                      |                                      | 14 décembre 2014 - 16 h 39 UTC+02:00 | 14 décembre 2014 - 16 h 39 UTC+02:00 |   |  | 14 décembre 2014 - 19 h 30 UTC+02:00 | 14 décembre 2014 - 19 h 30 UTC+02:00 |
|  | 14 décembre 2014 - 12 h 19 UTC+02:00 | 14 décembre 2014 - 12 h 19 UTC+02:00 |                                      |                                      | 14 décembre 2014 - 16 h 39 UTC+02:00 | 14 décembre 2014 - 16 h 39 UTC+02:00 |   |  | 14 décembre 2014 - 19 h 30 UTC+02:00 | 14 décembre 2014 - 19 h 30 UTC+02:00 |
|  | Afrique du Sud                       | 31                                   |                                      |                                      | 14 décembre 2014 - 16 h 39 UTC+02:00 | 14 décembre 2014 - 16 h 39 UTC+02:00 |   |  | 14 décembre 2014 - 19 h 30 UTC+02:00 | 14 décembre 2014 - 19 h 30 UTC+02:00 |
|  | Afrique du Sud                       | 31                                   |                                      |                                      | 14 décembre 2014 - 16 h 39 UTC+02:00 | 14 décembre 2014 - 16 h 39 UTC+02:00 |   |  | 14 décembre 2014 - 19 h 30 UTC+02:00 | 14 décembre 2014 - 19 h 30 UTC+02:00 |
|  | Angleterre                           | 7                                    |                                      |                                      | 14 décembre 2014 - 16 h 39 UTC+02:00 | 14 décembre 2014 - 16 h 39 UTC+02:00 |   |  | 14 décembre 2014 - 19 h 30 UTC+02:00 | 14 décembre 2014 - 19 h 30 UTC+02:00 |
|  | Angleterre                           | 7                                    | Afrique du Sud                       | 19                                   |                                      |                                      |   |  | 14 décembre 2014 - 19 h 30 UTC+02:00 | 14 décembre 2014 - 19 h 30 UTC+02:00 |
|  | 14 décembre 2014 - 12 h 41 UTC+02:00 |                                      | Afrique du Sud                       | 19                                   |                                      |                                      |   |  | 14 décembre 2014 - 19 h 30 UTC+02:00 | 14 décembre 2014 - 19 h 30 UTC+02:00 |
|  |                                      | Australie                            | 10                                   |                                      |                                      |                                      |   |  | 14 décembre 2014 - 19 h 30 UTC+02:00 | 14 décembre 2014 - 19 h 30 UTC+02:00 |
|  | Fidji                                | Australie                            | 10                                   | 19                                   |                                      |                                      |   |  | 14 décembre 2014 - 19 h 30 UTC+02:00 | 14 décembre 2014 - 19 h 30 UTC+02:00 |
|  | Fidji                                |                                      |                                      | 19                                   |                                      |                                      |   |  | 14 décembre 2014 - 19 h 30 UTC+02:00 | 14 décembre 2014 - 19 h 30 UTC+02:00 |
|  | Australie                            | 31                                   |                                      |                                      |                                      |                                      |   |  | 14 décembre 2014 - 19 h 30 UTC+02:00 | 14 décembre 2014 - 19 h 30 UTC+02:00 |
|  | Australie                            | 31                                   | Afrique du Sud                       | 26                                   |                                      |                                      |   |  |                                      |                                      |
|  | 14 décembre 2014 - 13 h 03 UTC+02:00 |                                      | Afrique du Sud                       | 26                                   |                                      |                                      |   |  |                                      |                                      |
|  |                                      | Nouvelle-Zélande                     | 17                                   |                                      |                                      |                                      |   |  |                                      |                                      |
|  | Nouvelle-Zélande                     | Nouvelle-Zélande                     | 17                                   | 28                                   |                                      |                                      |   |  |                                      |                                      |
|  | Nouvelle-Zélande                     | 14 décembre 2014 - 17 h 01 UTC+02:00 |                                      | 28                                   |                                      |                                      |   |  |                                      |                                      |
|  | États-Unis                           | 7                                    |                                      |                                      |                                      |                                      |   |  |                                      |                                      |
|  | États-Unis                           | 7                                    | Nouvelle-Zélande                     | 29                                   |                                      |                                      |   |  |                                      |                                      |
|  | 14 décembre 2014 - 13 h 25 UTC+02:00 | 14 décembre 2014 - 13 h 25 UTC+02:00 | Nouvelle-Zélande                     | 29                                   | Match pour la 3e place               | Match pour la 3e place               |   |  |                                      |                                      |
|  | 14 décembre 2014 - 13 h 25 UTC+02:00 | 14 décembre 2014 - 13 h 25 UTC+02:00 |                                      | Argentine                            | Match pour la 3e place               | Match pour la 3e place               | 0 |  |                                      |                                      |
|  | Argentine                            | 24                                   | 14 décembre 2014 - 18 h 58 UTC+02:00 | 14 décembre 2014 - 18 h 58 UTC+02:00 |                                      |                                      | 0 |  |                                      |                                      |
|  | Argentine                            | 24                                   | 14 décembre 2014 - 18 h 58 UTC+02:00 | 14 décembre 2014 - 18 h 58 UTC+02:00 |                                      |                                      |   |  |                                      |                                      |
|  | Écosse                               | 19                                   |                                      | Australie                            | 34                                   |                                      |   |  |                                      |                                      |
|  | Écosse                               | 19                                   |                                      | Australie                            | 34                                   |                                      |   |  |                                      |                                      |
|  |                                      |                                      |                                      |                                      |                                      |                                      |   |  | Argentine                            | 19                                   |
|  |                                      |                                      |                                      |                                      |                                      |                                      |   |  | Argentine                            | 19                                   |

#### Bowl
|  | Quarts de finale                     | Quarts de finale                     |                |    | Demi-finales                         | Demi-finales                         |  |  | Finale                               | Finale                               |
|  | Quarts de finale                     | Quarts de finale                     |                |    | Demi-finales                         | Demi-finales                         |  |  | Finale                               | Finale                               |
|  |                                      |                                      |                |    |                                      |                                      |  |  |                                      |                                      |
|  | 14 décembre 2014 - 10 h 51 UTC+02:00 | 14 décembre 2014 - 10 h 51 UTC+02:00 |                |    | 14 décembre 2014 - 14 h 51 UTC+02:00 | 14 décembre 2014 - 14 h 51 UTC+02:00 |  |  | 14 décembre 2014 - 18 h 08 UTC+02:00 | 14 décembre 2014 - 18 h 08 UTC+02:00 |
|  | 14 décembre 2014 - 10 h 51 UTC+02:00 | 14 décembre 2014 - 10 h 51 UTC+02:00 |                |    | 14 décembre 2014 - 14 h 51 UTC+02:00 | 14 décembre 2014 - 14 h 51 UTC+02:00 |  |  | 14 décembre 2014 - 18 h 08 UTC+02:00 | 14 décembre 2014 - 18 h 08 UTC+02:00 |
|  | Pays de Galles                       | 24                                   |                |    | 14 décembre 2014 - 14 h 51 UTC+02:00 | 14 décembre 2014 - 14 h 51 UTC+02:00 |  |  | 14 décembre 2014 - 18 h 08 UTC+02:00 | 14 décembre 2014 - 18 h 08 UTC+02:00 |
|  | Pays de Galles                       | 24                                   |                |    | 14 décembre 2014 - 14 h 51 UTC+02:00 | 14 décembre 2014 - 14 h 51 UTC+02:00 |  |  | 14 décembre 2014 - 18 h 08 UTC+02:00 | 14 décembre 2014 - 18 h 08 UTC+02:00 |
|  | Samoa                                | 22                                   |                |    | 14 décembre 2014 - 14 h 51 UTC+02:00 | 14 décembre 2014 - 14 h 51 UTC+02:00 |  |  | 14 décembre 2014 - 18 h 08 UTC+02:00 | 14 décembre 2014 - 18 h 08 UTC+02:00 |
|  | Samoa                                | 22                                   | Pays de Galles | 14 |                                      |                                      |  |  | 14 décembre 2014 - 18 h 08 UTC+02:00 | 14 décembre 2014 - 18 h 08 UTC+02:00 |
|  | 14 décembre 2014 - 11 h 13 UTC+02:00 |                                      | Pays de Galles | 14 |                                      |                                      |  |  | 14 décembre 2014 - 18 h 08 UTC+02:00 | 14 décembre 2014 - 18 h 08 UTC+02:00 |
|  |                                      | Canada                               | 24             |    |                                      |                                      |  |  | 14 décembre 2014 - 18 h 08 UTC+02:00 | 14 décembre 2014 - 18 h 08 UTC+02:00 |
|  | Canada                               | Canada                               | 24             | 22 |                                      |                                      |  |  | 14 décembre 2014 - 18 h 08 UTC+02:00 | 14 décembre 2014 - 18 h 08 UTC+02:00 |
|  | Canada                               |                                      |                | 22 |                                      |                                      |  |  | 14 décembre 2014 - 18 h 08 UTC+02:00 | 14 décembre 2014 - 18 h 08 UTC+02:00 |
|  | Zimbabwe                             | 5                                    |                |    |                                      |                                      |  |  | 14 décembre 2014 - 18 h 08 UTC+02:00 | 14 décembre 2014 - 18 h 08 UTC+02:00 |
|  | Zimbabwe                             | 5                                    | Canada         | 24 |                                      |                                      |  |  |                                      |                                      |
|  | 14 décembre 2014 - 11 h 35 UTC+02:00 |                                      | Canada         | 24 |                                      |                                      |  |  |                                      |                                      |
|  |                                      | Kenya                                | 5              |    |                                      |                                      |  |  |                                      |                                      |
|  | Japon                                | Kenya                                | 5              | 12 |                                      |                                      |  |  |                                      |                                      |
|  | Japon                                | 14 décembre 2014 - 15 h 13 UTC+02:00 |                | 12 |                                      |                                      |  |  |                                      |                                      |
|  | Kenya                                | 26                                   |                |    |                                      |                                      |  |  |                                      |                                      |
|  | Kenya                                | 26                                   | Kenya          | 14 |                                      |                                      |  |  |                                      |                                      |
|  | 14 décembre 2014 - 11 h 57 UTC+02:00 |                                      | Kenya          | 14 |                                      |                                      |  |  |                                      |                                      |
|  |                                      | France                               | 12             |    |                                      |                                      |  |  |                                      |                                      |
|  | Portugal                             | France                               | 12             | 7  |                                      |                                      |  |  |                                      |                                      |
|  | Portugal                             |                                      |                | 7  |                                      |                                      |  |  |                                      |                                      |
|  | France                               | 42                                   |                |    |                                      |                                      |  |  |                                      |                                      |
|  | France                               | 42                                   |                |    |                                      |                                      |  |  |                                      |                                      |

### Matchs de classement

#### Plate
|  | Demi-finales                         | Demi-finales                         |       |    | Finale                               | Finale                               |
|  | Demi-finales                         | Demi-finales                         |       |    | Finale                               | Finale                               |
|  |                                      |                                      |       |    |                                      |                                      |
|  | 14 décembre 2014 - 15 h 55 UTC+02:00 | 14 décembre 2014 - 15 h 55 UTC+02:00 |       |    | 14 décembre 2014 - 18 h 33 UTC+02:00 | 14 décembre 2014 - 18 h 33 UTC+02:00 |
|  | 14 décembre 2014 - 15 h 55 UTC+02:00 | 14 décembre 2014 - 15 h 55 UTC+02:00 |       |    | 14 décembre 2014 - 18 h 33 UTC+02:00 | 14 décembre 2014 - 18 h 33 UTC+02:00 |
|  | Angleterre                           | 0                                    |       |    | 14 décembre 2014 - 18 h 33 UTC+02:00 | 14 décembre 2014 - 18 h 33 UTC+02:00 |
|  | Angleterre                           | 0                                    |       |    | 14 décembre 2014 - 18 h 33 UTC+02:00 | 14 décembre 2014 - 18 h 33 UTC+02:00 |
|  | Fidji                                | 31                                   |       |    | 14 décembre 2014 - 18 h 33 UTC+02:00 | 14 décembre 2014 - 18 h 33 UTC+02:00 |
|  | Fidji                                | 31                                   | Fidji | 14 |                                      |                                      |
|  | 14 décembre 2014 - 16 h 17 UTC+02:00 |                                      | Fidji | 14 |                                      |                                      |
|  |                                      | États-Unis                           | 21    |    |                                      |                                      |
|  | États-Unis                           | États-Unis                           | 21    | 26 |                                      |                                      |
|  | États-Unis                           |                                      |       | 26 |                                      |                                      |
|  | Écosse                               | 19                                   |       |    |                                      |                                      |
|  | Écosse                               | 19                                   |       |    |                                      |                                      |

#### Shield
|  | Demi-finales                         | Demi-finales                         |       |    | Finale                               | Finale                               |
|  | Demi-finales                         | Demi-finales                         |       |    | Finale                               | Finale                               |
|  |                                      |                                      |       |    |                                      |                                      |
|  | 14 décembre 2014 - 14 h 07 UTC+02:00 | 14 décembre 2014 - 14 h 07 UTC+02:00 |       |    | 14 décembre 2014 - 17 h 43 UTC+02:00 | 14 décembre 2014 - 17 h 43 UTC+02:00 |
|  | 14 décembre 2014 - 14 h 07 UTC+02:00 | 14 décembre 2014 - 14 h 07 UTC+02:00 |       |    | 14 décembre 2014 - 17 h 43 UTC+02:00 | 14 décembre 2014 - 17 h 43 UTC+02:00 |
|  | Samoa                                | 21                                   |       |    | 14 décembre 2014 - 17 h 43 UTC+02:00 | 14 décembre 2014 - 17 h 43 UTC+02:00 |
|  | Samoa                                | 21                                   |       |    | 14 décembre 2014 - 17 h 43 UTC+02:00 | 14 décembre 2014 - 17 h 43 UTC+02:00 |
|  | Zimbabwe                             | 14                                   |       |    | 14 décembre 2014 - 17 h 43 UTC+02:00 | 14 décembre 2014 - 17 h 43 UTC+02:00 |
|  | Zimbabwe                             | 14                                   | Samoa | 14 |                                      |                                      |
|  | 14 décembre 2014 - 14 h 29 UTC+02:00 |                                      | Samoa | 14 |                                      |                                      |
|  |                                      | Portugal                             | 19    |    |                                      |                                      |
|  | Japon                                | Portugal                             | 19    | 15 |                                      |                                      |
|  | Japon                                |                                      |       | 15 |                                      |                                      |
|  | Portugal                             | 24                                   |       |    |                                      |                                      |
|  | Portugal                             | 24                                   |       |    |                                      |                                      |

## Bilan
Statistiques sportives
- Meilleur marqueur du tournoi : Pama Fou ( Australie) avec 55 points
- Meilleur réalisateur du tournoi : Pama Fou ( Australie) avec 11 essais[5]